# 新大牟田駅
新大牟田駅（しんおおむたえき）は、 福岡県大牟田市大字岩本にある、九州旅客鉄道（JR九州）九州新幹線の駅である。

## 概要
大牟田市の代表駅である大牟田駅（JR鹿児島本線・西鉄天神大牟田線）から約7km北東の岩本地区に設置された。最も近いJR（在来線）駅は吉野駅、西鉄駅は東甘木駅であるが、いずれも当駅から3-4km離れている。
なお、大牟田駅とは選択乗車が可能である。

## 歴史
- 1984年（昭和59年）3月：当時の日本国有鉄道から鹿児島ルートの概要が公表、新大牟田駅の設置計画が発表される。
- 1998年（平成10年）1月：政府・与党が船小屋（信） - 八代間の着工を決定。
- 2006年（平成18年）
  - 7月15日：当駅周辺の高架橋等工事に着手。
  - 8月：大牟田青年会議所が新駅名を「大牟田大蛇山駅」とする提言書を大牟田市役所に手渡す[2]。
- 2007年（平成19年）
  - 5月30日：鉄道建設・運輸施設整備支援機構により、駅舎デザインが発表される。
  - 10月31日：当駅付近から新玉名駅にかけての区間でレール敷設工事が始まる。
- 2008年（平成20年）4月：JR九州は当駅の正式名称を新大牟田駅と決定。
- 2009年（平成21年）1月：駅舎の本体工事が始まる。
- 2011年（平成23年）3月12日：開業。新大牟田駅前バス停留所設置、西鉄バス大牟田の吉野線が乗り入れを開始。
- 2013年（平成25年）
  - 3月16日：駅舎北側に新大牟田駅観光プラザが開業[3]。
  - 10月1日：西鉄バス大牟田の荒尾 - 福岡空港線が乗り入れを開始[4]。（2021年8月1日より休止。）
- 2017年（平成29年）3月11日：ホームの駅員配置を廃止[5]。
- 2018年（平成30年）
  - 3月28日：キヨスク閉店。
  - 11月：キヨスク跡に菓子店「スイーツ　炭都　オオムタ」が開業。（2021年10月1日より当面の間休業。）

## 駅構造

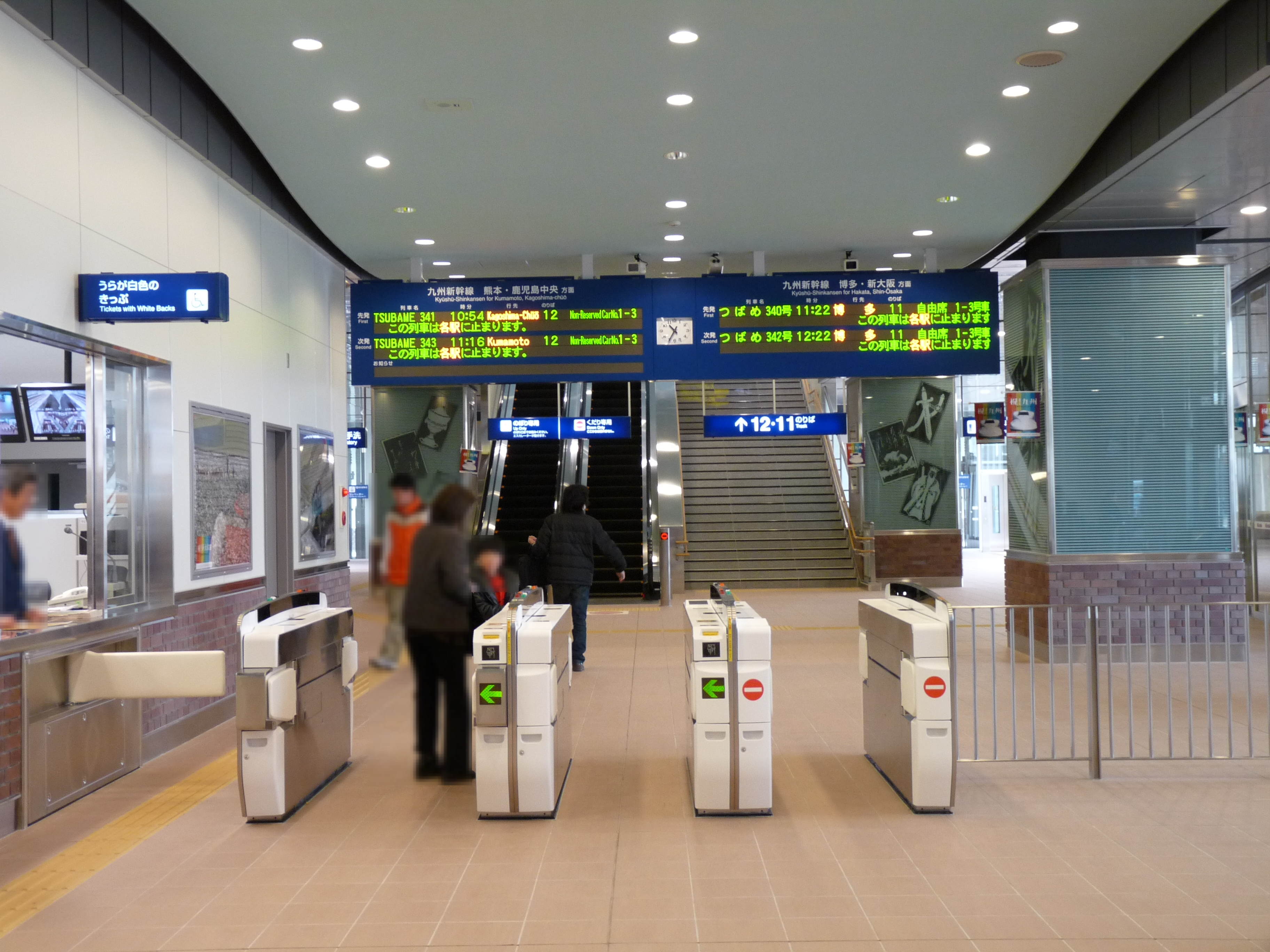
改札口（2011年3月）

相対式ホーム2面2線を有する高架駅。通過線がなく、安全のために可動式安全柵が設けられている。
駅舎は三層構造で、近代化遺産をイメージして1階にれんが風のタイルを用い、2、3階の外壁は緩やかに波打たせ、未来へ吹き抜ける風を表現している。内装にはカルタや大蛇山をあしらっている。
改札口および待合室は1階、ホームは3階にある。また、改札口や待合室と自由通路を挟んで反対側（北側）には新大牟田駅観光プラザがある。
当駅の南側（三池トンネル北側入口付近）に新大牟田保守基地が設置された。

### のりば
| のりば | 路線       | 方向 | 行先                 |
| ------ | ---------- | ---- | -------------------- |
| 11     | 九州新幹線 | 上り | 博多・新大阪方面     |
| 12     | 九州新幹線 | 下り | 熊本・鹿児島中央方面 |

## 利用状況
2021年度の1日平均乗車人員は389人である。各年度の利用者数は下表のとおり。
| 年度               | 1日平均 乗車人員 | 年度別 利用者数 | 出典             |
| ------------------ | ---------------- | --------------- | ---------------- |
| 2011年（平成23年） | 非 公 表         | 151,158         | 大牟田市統計年鑑 |
| 2012年（平成24年） | 非 公 表         | 175,565         | 大牟田市統計年鑑 |
| 2013年（平成25年） | 非 公 表         | 非 公 表        |                  |
| 2014年（平成26年） | 非 公 表         | 非 公 表        |                  |
| 2015年（平成27年） | 非 公 表         | 非 公 表        |                  |
| 2016年（平成28年） | 546              | 非 公 表        | JR九州           |
| 2017年（平成29年） | 585              | 非 公 表        | JR九州           |
| 2018年（平成30年） | 611              | 非 公 表        | JR九州           |
| 2019年（令和元年） | 608              | 非 公 表        | JR九州           |
| 2020年（令和02年） | 364              | 非 公 表        | JR九州           |
| 2021年（令和03年） | 389              | 非 公 表        | JR九州           |
| 2022年（令和04年） | 488              | 非 公 表        | JR九州           |
| 2023年（令和05年） | 552              | 非 公 表        | JR九州           |

## 駅周辺
新大牟田駅開業にあわせて駅前に團琢磨の石像（台座を含めて高さ7.3m）が建てられた。
駅周辺では区画整理が行われ、駅利用者のための駐車場が整備されている。また、周辺に住宅地などを整備する計画がある。このうち、新大牟田駅南側産業団地（2023年7月末に工事完了予定）では、広さは約8haの敷地に、旅館や映画館、浴場や産業用電気機械器具製造業などが導入される計画となっている。

### 周辺施設
- 西鉄バス大牟田 新大牟田駅前バス停留所 - ■55・55-1系統、57-2系統
- 慧日寺
- 白銀川調節池公園
- 大牟田吉野郵便局
- 大牟田市立吉野小学校

### 道路
- 主要地方道南関大牟田北線（駅南側で交差）
  - 駅の開業に合わせ、当駅付近から国道208号までの区間において4車線化（片側2車線）の拡幅工事が行われた。
- 主要地方道大牟田高田線（駅北側で交差）

## 隣の駅
九州旅客鉄道（JR九州）
 九州新幹線
筑後船小屋駅 - 新大牟田駅 - 新玉名駅